# Chakhon Philakhlang
Chakhon Philakhlang (Thai: ชาคร พิลาคลัง; * 8. März 1998 in Samut Prakan), auch als Flok (Thai: โฟล์ก) bekannt, ist ein thailändischer Fußballspieler.

## Karriere

### Verein
Das Fußballspielen erlernte Chakhon Philakhlang in der Jugendmannschaft des Chonburi FC in Chonburi. Bei dem Erstligisten unterschrieb er 2015 auch seinen ersten Profivertrag. 2016 wurde er mit dem Club Sieger des FA Cup. Die Saison 2019 wurde er an Khon Kaen FC ausgeliehen. Der Club aus Khon Kaen spielte in der zweiten Liga, der Thai League 2. Für Khon Kaen stand er fünfmal zwischen den Pfosten. Der Drittligist Banbueng FC aus Chonburi lieh ihn ab Anfang 2020 aus. Ende Juni 2020 kehrte er nach der Ausleihe zu Chonburi zurück. Im Mai 2021 wechselte er ebenfalls auf Leihbasis zum Drittligisten Nakhon Si United FC. Am Ende der Saison 2021/22 feierte er mit dem Verein aus Nakhon Si Thammarat die Vizemeisterschaft der Southern Region. Als Vizemeister nahm er an der National Championship der dritten Liga teil. Hier belegte man den dritten Platz und stieg in die zweite Liga auf. Die Saison 2023/24 wurde er mit dem Verein Tabellenfünfter und qualifizierte sich somit für die Aufstiegsspiele zur ersten Liga. Hier konnte man sich jedoch nicht gegen den Rayong FC durchsetzen und verblieb in der zweiten Liga. Nach 57 Ligaspielen wurde sein Leihvertrag im Sommer 2024 nicht verlängert und er kehrte nach Chonburi zurück. Hier wurde sein Vertrag jedoch nicht verlängert. Im August 2024 verpflichtete ihn der Drittligist Rasisalai United FC. Mit dem Klub aus der Provinz Sisaket spielt er in der North/Eastern Region der Liga. Am Ende der Saison 2024/25 feierte er mit dem Verein die Meisterschaft der Region. Am Ende der Saison 2024/25 feierte er mit dem Verein die Meisterschaft der Region sowie die Qualifikation zu den Aufstiegsspielen zur zweiten Liga. Hier konnte man sich in der National Championship durchsetzen und stieg somit in die zweite Liga auf.

### Nationalmannschaft
Chakhon Philakhlang spielte 2014 fünfmal in der thailändischen U-16-Nationalmannschaft. Von 2015 bis 2016 stand er achtmal im Tor der U-19. Mit dem Team gewann er 2015 die AFF U-19 Youth Championship. Für die U-21 spielte er 2017 viermal.

## Erfolge

### Verein
Chonburi FC
- Thailändischer Pokalsieger: 2016

Nakhon Si United FC
- Thai League 3 – South: 2021/22 (Vizemeister)
- National Championship: 2021/22 (3. Platz)  ▲

Rasisalai United FC
- Thai League 3 – North: 2024/25

### Nationalmannschaft
Thailand U-19
- AFF U-19 Youth Championship: 2015